# El Timbe
El Timbe är en ort i Mexiko.   Den ligger i kommunen Tiquicheo de Nicolás Romero och delstaten Michoacán de Ocampo, i den södra delen av landet, 170 km väster om huvudstaden Mexico City. El Timbe ligger 769 meter över havet och antalet invånare är 136.
Terrängen runt El Timbe är huvudsakligen kuperad. El Timbe ligger uppe på en höjd. Runt El Timbe är det glesbefolkat, med 19 invånare per kvadratkilometer. Närmaste större samhälle är Tiquicheo, 9,0 km väster om El Timbe. I omgivningarna runt El Timbe växer huvudsakligen savannskog.